# Susanne Luderer
Susanne Luderer (* 31. Dezember 1961; † 28. September 2023) war eine deutsche Juristin und Richterin. Sie war ab 2000 Richterin am Oberlandesgericht Dresden, außerdem ab 2017 am Verfassungsgerichtshof des Freistaates Sachsen. 

## Beruflicher Werdegang
Ab 1. Januar 1995 war Susanne Luderer Richterin am Landgericht Dresden, ab dem 1. Januar 2000 Richterin am Oberlandesgericht Dresden und ab dem 2. März 2001 zugleich Mitglied des Sächsischen Anwaltsgerichtshofs.
Im Dezember 2017 wählte der Sächsische Landtag die Juristin für eine Amtsperiode von neun Jahren zum stellvertretenden Mitglied an den Verfassungsgerichtshof des Freistaates Sachsen.

## Ämter und Mitgliedschaften
- Mitglied im Kreisverband Dresden der Partei Bündnis 90/Die Grünen
- Mitglied des Landesschiedsgerichts der Partei Bündnis 90/Die Grünen[5]